# Кхамкхеутх

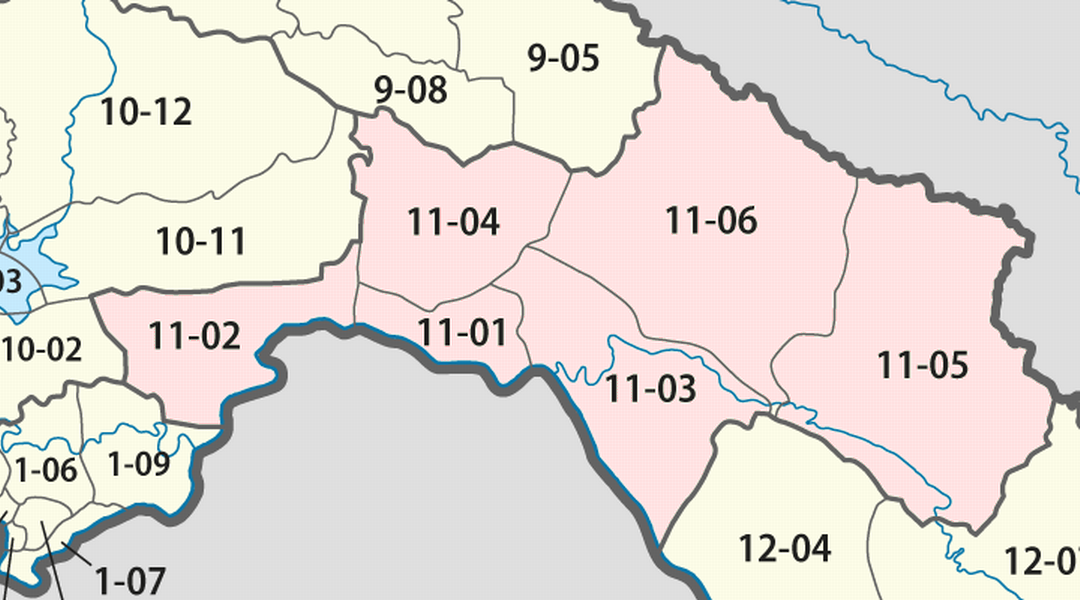
Число 11-05

Кхамкхеутх — один з районів (лаос. ເມືອງ муанг) провінції Болікхамсай, Лаос.